# Lutz Kroth
Lutz Kroth, geb. Reinecke, (* 18. März 1942 in Magdeburg) ist ein deutscher Verleger und ein Mitbegründer von Zweitausendeins.

## Leben und Wirken
Lutz Kroths Vorfahren waren Buchhändler. Sein Vater Friedrich Reinecke gründete 1910 in Magdeburg ein Buchhandelsgeschäft namens Central-Buchhandlung und Antiquariat Friedrich Reinecke, Verlag, Kunst- und Musikalienhandlung. Im Jahr der Gründung der DDR 1949 verließ die Familie Magdeburg, zog nach Sarstedt in Westdeutschland und führte dort wieder eine Buchhandlung. Auch Reineckes Eltern waren Buchhändler.
Reinecke absolvierte ebenfalls eine Lehre zum Buchhändler. Er gewann 1960 ein vom Suhrkamp-Verleger Siegfried Unseld initiiertes Preisausschreiben für das am besten gestaltete Schaufenster einer Buchhandlung.  Der Preis war ein Besuch bei einem Suhrkamp-Autor, und Reinecke wählte Hans Magnus Enzensberger in Norwegen aus. Anschließend wurde er von Unseld in seinem Vertrieb eingestellt. Während der Frankfurter Buchmesse 1968 fand eine Demonstration der APO gegen die Verleihung des Friedenspreises des deutschen Buchhandels an Léopold Sédar Senghor statt. Reinecke, seinerzeit Vertriebsleiter, verließ den Suhrkamp-Messestand, nahm an der Demonstration teil und wurde daraufhin von Unseld entlassen.
Anschließend arbeitete Reinecke zunächst bei der Satire-Zeitschrift pardon. Hier wurde er Assistent von Hans A. Nikel. Gemeinsam mit Walter Treumann – damaliger Geschäftsführer beim pardon-Verlag Bärmeier & Nikel – entwickelte er ab 1969 eine Merchandising-Abteilung, einen pardon-shop. Als sich der pardon-Verlag 1971 auflöste, gliederten Reinecke und Treumann den Versand als ein eigenständiges Unternehmen aus; es entstand der Buchversand Zweitausendeins. Mit dem Auf- und Weiterverkauf von Restauflagen gelang es, die Buchpreisbindung stark zu unterbieten.
Ende der 1970er Jahre veränderten sich die Inhalte des Programms von Zweitausendeins. Reinecke heiratete 1983 in zweiter Ehe die Fotografin Eva Kroth, deren Familiennamen er annahm. Seine Frau, die er bereits 1977 kennengelernt hatte, wirkte auch bei der Programmgestaltung mit. Neue Schwerpunkte im Sortiment bildeten Titel aus den Bereichen Ökologie, Feminismus, Selbsthilfe und Esoterik. Auch die Anti-AKW-Bewegungen, die Grünen und Greenpeace wurden publizistisch unterstützt. 1997 erwirtschaftete Zweitausendeins sechzig Prozent des Jahresumsatzes von 110 Millionen DM über den Versand und vierzig Prozent über die damals noch elf eigenen Läden.
Nach dem Verkauf von Zweitausendeins 2006 aus Altersgründen an die Brüder Kölmel (Kinowelt) übte Kroth vorübergehend eine Beratertätigkeit aus. 2008 wurde er mit dem Bundesverdienstkreuz am Bande ausgezeichnet.
Das Ehepaar lebt seit den 1990er Jahren in der Holsteinischen Schweiz im Kreis Plön. Kroth hat zwei Kinder; sein Sohn aus seiner ersten Ehe mit Ehefrau Dorle ist ebenfalls in der Buchhandelsbranche tätig.

## Auszeichnungen
- 2004: Hörbuch des Jahres der hr2-Hörbuch-Bestenliste für das „Hörwerk 1928–56“ mit Ton-Dokumenten Gottfried Benns[30]
- 2008: Bundesverdienstkreuz am Bande[31]